# فرانس سنايدرز
فرانس سنايدرز (بالإنجليزية: Frans Snyders)‏ (و. 1579 – 1657 م) هو رسام من هولندا الإسبانية . ولد في أنتويرب .
وهو عضو في Antwerp Guild of Saint Luke .
توفي في أنتويرب .

## أعمال بارزة
من أهم أعماله:
- Still Life with a Dead Stag
- Still life with small game and fruits.